# ریچارد جی. برنستین

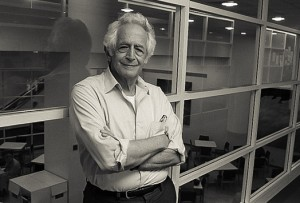
نگاره‌ای از ریچارد جیکوب برنستین - سال ۲۰۰۷

ریچارد جیکوب برنستین (۱۴ مه ۱۹۳۲–۴ ژوئیه ۲۰۲۲) فیلسوف آمریکایی بود که در «مدرسه جدید پژوهش‌های اجتماعی» (زیرمجموعه دانشگاه خصوصی نیو اسکول) تدریس می‌کرد و دربارهٔ طیف گسترده‌ای از مسائل و سنت‌های فلسفی می‌نوشت از جمله عمل‌گرایی آمریکایی، نوعمل‌گرایی، نظریه انتقادی، واسازی، فلسفه اجتماعی، فلسفه سیاسی و هرمنوتیک. 
شاخص‌ترین ویژگی کار او، نحوه پرداختن به نقاط تقاطع مکاتب و سنت‌های مختلف فلسفی بود. او قادر بود بینش‌های فلسفی و متفکرانی را گرد هم بیاورد که در غیر اینصورت، به واسطه شکاف بین فلسفه قاره‌ای و فلسفه تحلیلی در فلسفه قرن بیستم، جدا و دور از یکدیگر باقی می‌ماندند. منش عمل‌گرایانه و گفتگومحوری که او در آثار او وجود دارد، در گفت و شنودهای فلسفی او با برخی متفکران معاصر از جمله هانا آرنت، یورگن هابرماس، ریچارد رورتی، هانس-گئورگ گادامر، ژاک دریدا، اگنس هلر و چارلز تیلور نیز به چشم می‌خورد. برنستین تنها درگیر مباحث فلسفی آکادمیک نبود بلکه به عنوان یک متفکر و روشنفکر به مسائل بزرگ‌تری که در زندگی معاصر آثار اجتماعی، سیاسی و فرهنگی دارند نیز می‌پرداخت.